# Romeinse steengroeve van Barutel
De Romeinse steengroeve van Barutel is gelegen in de stad Nîmes, in het Franse departement Gard. Het is gelegen ten noorden van het centrum op de weg noordwaarts naar Alès.

## Historiek
De Romeinse monumenten in Nîmes, in het Latijn Nemausus genoemd, werden alle gebouwd met stenen uit de omgeving. De harde kalkstenen lieten de Romeinen kappen op drie plaatsen in Nîmes en omgeving: de steengroeve van Barutel, deze van Roquemaillère en een 20-tal steengroeves in het bos van Lens (gemeente Moulézan). Deze van Barutel, in het Latijn Baritellum, was de grootste. De naam Baritellum zou afkomstig zijn van de naam van een kalkoven naast de steengroeve. De stenen uit Barutel waren vrij hard en zijn terug te vinden in de grote gebouwen van Nîmes uit die tijd. Zo werden de stenen uit Barutel gebruikt voor de Arena van Nîmes: onder meer de buitenmuren, de fundamenten, het podium. Van de tempel van Diana zijn eveneens de fundamenten, de voorgevel, de trappen en gewelven afkomstig van stenen uit Barutel.
In 1991 werd de steengroeve van Barutel erkend als historisch erfgoed en monument historique van Frankrijk.